# شکارچیان ترافل
شکارچیان ترافل (به انگلیسی: The Truffle Hunters) یک فیلم مستند محصول سال ۲۰۲۰ به تهیه کنندگی و کارگردانی مایکل دوک و گریگوری کرشاو است.
این فیلم اولین نمایش جهانی خود را در Sundance Film Festival در تاریخ ۳۰ ژانویه ۲۰۲۰ انجام داد. این اثر مستند قرار است در تاریخ ۲۵ دسامبر سال ۲۰۲۰، توسط کمپانی سونی پیکچرز کلاسیکس منتشر شود.